# Щелепнороті
Щелепнороті, або гнатостомулі́ди (Gnathostomulida) — тип двобічно-симетричних тварин. Дрібні морські червоподібні, розміром 1-4 мм. Відомо 90 видів, що живуть в піску з підвищеним вмістом сірки. Гермафродити. Споріднені з плоскими червами.